# Chris Kaman
Christopher Zane "Chris" Kaman (Grand Rapids, 28 de abril de 1982) é um jogador de basquete profissional norte-americano que atualmente está como agente livre. Kaman integrou o elenco da Seleção Alemã de Basquetebol Masculino nos Jogos Olímpicos de Verão de 2008 em Pequim.

## Estatísticas na NBA

### Temporada regular
| Ano      | Equipe        | PJ  | PT  | MPJ  | AP   | 3P   | LL    | RT   | AS  | BR | TO  | PPJ  |
| -------- | ------------- | --- | --- | ---- | ---- | ---- | ----- | ---- | --- | -- | --- | ---- |
| 2003–04  | L.A. Clippers | 82  | 61  | 22.5 | .460 | .000 | .697  | 5.6  | 1.0 | .3 | .9  | 6.1  |
| 2004–05  | L.A. Clippers | 63  | 50  | 25.9 | .497 | .000 | .661  | 6.7  | 1.2 | .4 | 1.1 | 9.1  |
| 2005–06  | L.A. Clippers | 78  | 78  | 32.8 | .523 | .000 | .770  | 9.6  | 1.0 | .6 | 1.4 | 11.9 |
| 2006–07  | L.A. Clippers | 75  | 66  | 29.0 | .451 | .000 | .741  | 7.8  | 1.1 | .6 | 1.5 | 10.1 |
| 2007–08  | L.A. Clippers | 56  | 55  | 37.2 | .483 | .000 | .762  | 12.7 | 1.9 | .6 | 2.8 | 15.7 |
| 2008–09  | L.A. Clippers | 31  | 24  | 29.7 | .528 | .000 | .680  | 8.0  | 1.5 | .6 | 1.5 | 12.0 |
| 2009–10  | L.A. Clippers | 76  | 76  | 34.3 | .490 | .000 | .749  | 9.3  | 1.6 | .5 | 1.2 | 18.5 |
| 2010–11  | L.A. Clippers | 32  | 15  | 26.2 | .471 | .000 | .754  | 7.0  | 1.4 | .5 | 1.5 | 12.4 |
| 2011–12  | New Orleans   | 47  | 33  | 29.2 | .446 | .000 | .785  | 7.7  | 2.1 | .5 | 1.6 | 13.1 |
| 2012–13  | Dallas        | 66  | 52  | 20.7 | .507 | .000 | .788  | 5.6  | .8  | .5 | .8  | 10.5 |
| 2013–14  | L.A. Lakers   | 39  | 13  | 18.9 | .509 | .000 | .765  | 5.9  | 1.5 | .3 | 1.0 | 10.4 |
| 2014–15  | Portland      | 74  | 13  | 18.9 | .515 | .000 | .706  | 6.5  | .9  | .2 | .7  | 8.6  |
| 2015–16  | Portland      | 16  | 2   | 7.0  | .465 | .250 | 1.000 | 1.5  | .7  | .1 | .1  | 2.8  |
| Carreira |               | 735 | 538 | 26.7 | .489 | .042 | .743  | 7.6  | 1.3 | .4 | 1.3 | 11.2 |
| All Star |               | 1   | 0   | 10.7 | .500 | .000 | .000  | 3.0  | 1.0 | .0 | .0  | 4.0  |

### Playoffs
| Ano      | Equipe        | PJ | PT | MPJ  | AP   | 3P   | LL    | RT  | AS  | BR | TO | PPJ  |
| -------- | ------------- | -- | -- | ---- | ---- | ---- | ----- | --- | --- | -- | -- | ---- |
| 2006     | L.A. Clippers | 11 | 10 | 29.5 | .593 | .000 | .762  | 8.0 | .9  | .5 | .8 | 10.7 |
| 2015     | Portland      | 3  | 0  | 12.3 | .500 | .000 | 1.000 | 4.7 | 1.0 | .0 | .0 | 3.0  |
| 2016     | Portland      | 4  | 0  | 8.0  | .389 | .000 | .000  | 2.0 | .3  | .5 | .0 | 3.5  |
| Carreira |               | 18 | 10 | 21.8 | .554 | .000 | .773  | 6.1 | .8  | .4 | .5 | 7.8  |